# Landschaftsschutzgebiet Begaaue (Lemgo)

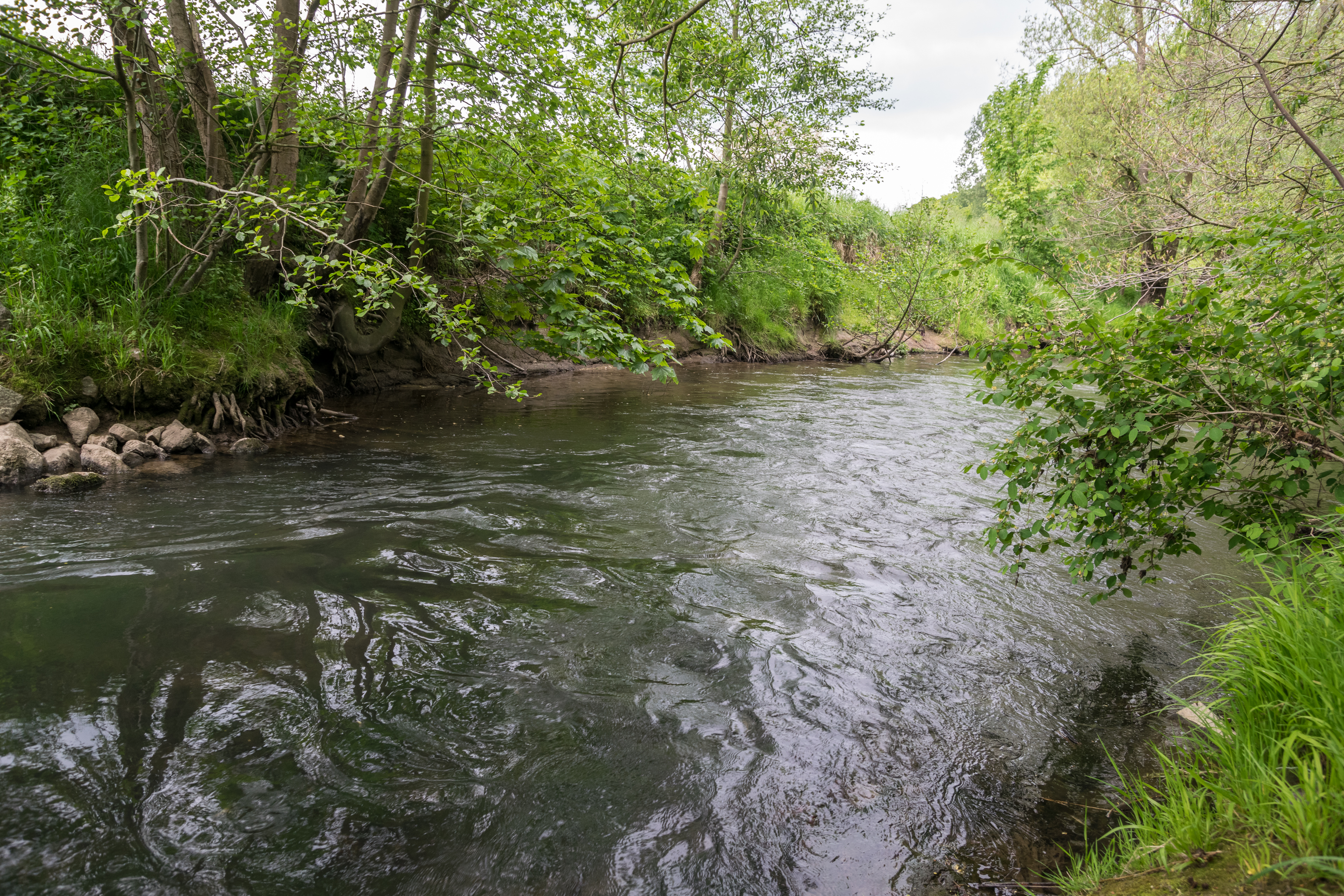
Landschaftsschutzgebiet Begaaue

Das Landschaftsschutzgebiet Begaaue mit 35 ha Flächengröße liegt im Stadtgebiet Lemgo. Es wurde 2009 mit dem Landschaftsplan Lemgo durch den Kreistag des Kreises Lippe als Landschaftsschutzgebiet (LSG) ausgewiesen. Das Schutzgebiet besteht aus zwei Teilflächen. Eine liegt westlich von Lieme und eine in der Innenstadt vom Lemgo beim Schloss Brake. Das Schutzgebiet grenzt direkt an das Stadtgebiet von Bad Salzuflen.

## Beschreibung
Das LSG umfasst einen etwa 1,5 Kilometer naturnahen Abschnitt der Bega in der Innenstadt von Lemgo und einen langen Bachabschnitt von etwa 2 km Länge bei Lieme. Östlich der Innenstadtteilfläche grenzt das Naturschutzgebiet Begatal an. Zum LSG gehört ein extensiv gepflegter Teil des Schlossparkes von Schloss Brake mit altem Baumbestand. Die Bega wird fast durchgehend beidseitig von Ufergehölzen gesäumt, abschnittsweise auch von älteren Kopfweiden. In der östlichen Teilfläche mäandriert die Bega stark. Hier liegt auch ein kleiner Auwaldrest mit drei temporär wasserführenden Kleingewässern. Südlich des Lindenwalls liegt ein eingezäunter langgestreckter Teich mit Schwimmblattvegetation und schmalem Röhrichtgürtel. Im Bereich Pagenhelle liegt ein Teich mit zahlreichen abgestorbenen Erlen und schmalen Röhrichtsaum gekennzeichnetes Stillgewässer. Dort liegt Grünlandwiesen in der Aue.
Entlang der nördlichen Teilfläche ab Lieme stehen lückige Ufergehölze. Hier sind südexponierte Hangbereiche des Begatals ins Landschaftsschutzgebiet eingeschlossen. Die Bega hat hier eine kiesig-sandige Sohle und weist einige Sandbänke auf. An der Bega hat sich ein Rohrglanzgrasröhricht entwickelt. 

## Schutzzwecke für das LSG
Laut Landschaftsplan erfolgte die Ausweisung des LSG
- „zur Erhaltung und Wiederherstellung der Leistungsfähigkeit des Naturhaushaltes in ökologisch besonders wertvoll strukturierten Bereichen mit Wasser-, Klima- und Biotopschutzfunktionen,“
- „zur Erhaltung und Wiederherstellung von Quellbereichen und naturnahen Fließgewässern, Wald- und Grünlandbereichen unterschiedlicher Feuchtestufen, Feldgehölzen, Hecken und Obstwiesen,“
- „zur Erhaltung morphologisch ausgeprägter Bereiche zur Sicherung der landschaftlichen Eigenart und Vielfalt für die Erholung,“
- „zur Erhaltung wertvoller Biotopkomplexe aus Wald-Grünlandbereichen, Fließgewässern und Quellen sowie Biotopen nach § 62 LG mit wichtigen Refugial-, Puffer-, Trittstein- und Vernetzungsfunktionen,“
- „zur Erhaltung und Wiederherstellung wichtiger Rückzugsräume für die bedrohte Tier- und Pflanzenwelt,“
- „zur Sicherung der das Orts- und Landschaftsbild gliedernden und belebenden und die dörflichen Siedlungsstrukturen prägenden Freiraumelemente.“[1]

## Rechtliche Vorschriften
Im Landschaftsschutzgebiet ist unter anderem das Errichten von Bauten verboten. Grün- und Brachland darf nicht in eine andere Nutzungsart umgewandelt oder umgebrochen werden.